# New Rules
"New Rules"는 두아 리파의 노래이다. 정규 데뷔 앨범 《Dua Lipa》의 여섯 번째 싱글이다. 빌보드 핫 100 6위, UK 싱글 차트 1위 곡이다. 미국 음반 산업 협회(RIAA) 인증 4× 플래티넘 등급, 영국 축음기 협회(BPI) 인증 트리플 플래티넘을 받은 곡이다.

## 같이 보기
- 유튜브 최다 조회수 영상 목록